# Mycosphaerellaceae
Famille
Les Mycosphaerellaceae sont une famille de champignons de la classe des Dothideomycetes, qui compte de nombreuses espèces pathogènes des plantes.

## Liste des genres
Selon Catalogue of Life (18 juin 2014) :
- Achorodothis
- Acrocladium
- Acrodesmis
- Acrotheca
- Allantophomoides
- Anguillosporella
- Asperisporium
- Brunneosphaerella
- Caryophylloseptoria
- Cercocladospora
- Cercoseptoria
- Cercospora
- Cercosporella
- Cercosporidium
- Cercosporina
- Cercostigmina
- Clypeispora
- Colletogloeum
- Cucurbitariopsis
- Cymadothea
- Davisoniella
- Didymaria
- Didymellina
- Discella
- Distocercospora
- Dothistroma
- Elletevera
- Eriocercospora
- Eriocercosporella
- Euryachora
- Floricola
- Fusicladiella
- Gillotia
- Gomphinaria
- Helicomina
- Isariopsis
- Jaczewskiella
- Kirramyces
- Laocoön
- Lecanosticta
- Melanodothis
- Micronectriella
- Miuraea
- Mycosphaerella
- Mycovellosiella
- Neodeightoniella
- Neomycosphaerella
- Neopseudocercospora
- Neoseptoria
- Oligostroma
- Ophiocarpella
- Oreophylla
- Ovosphaerella
- Ovularia
- Pantospora
- Paracercospora
- Paramycosphaerella
- Passalora
- Pazschkeella
- Periconiella
- Phacellium
- Phaeoisariopsis
- Phaeophleospora
- Phaeoramularia
- Phaeothecoidea
- Pharcidia
- Phloeospora
- Placocrea
- Polyphialoseptoria
- Pseudocercospora
- Pseudocercosporella
- Pseudocercosporidium
- Pseudophaeoramularia
- Pseudostigmidium
- Quasiphloeospora
- Ragnhildiana
- Ramichloridium
- Ramularia
- Ramulariopsis
- Ramulispora
- Rhabdospora
- Ruptoseptoria
- Semipseudocercospora
- Septocylindrium
- Septoria
- Sirosporium
- Sonderhenia
- Sphaerella
- Sphaerellothecium
- Sphaerulina
- Stenella
- Stenellopsis
- Stigmidium
- Stigmina
- Stromatoseptoria
- Tandonella
- Verrucispora
- Verrucisporota
- Walkeromyces
- Xenosonderhenia
- Zasmidium

Selon ITIS (18 juin 2014) :
- Didymella Saccardo Ex Saccardo, 1880
- Mycosphaerella Johanson, 1884
- Rhabdospora (Dur. & Mont.) Mont.
- Septoria Saccardo, 1884

## Liste des genres, espèces, variétés, formes et non-classés
Selon NCBI (18 juin 2014) :
- genre Acrodontium
  - Acrodontium crateriforme
- genre Asperisporium
  - Asperisporium caricae
- genre Brunneosphaerella
  - Brunneosphaerella jonkershoekensis
  - Brunneosphaerella nitidae
  - Brunneosphaerella protearum
- genre Caryophylloseptoria
  - Caryophylloseptoria lychnidis
  - Caryophylloseptoria pseudolychnidis
  - Caryophylloseptoria silenes
- genre Cercospora
  - Cercospora acaciae-mangii
  - Cercospora achyranthis
  - Cercospora agavicola
  - Cercospora alchemillicola
  - Cercospora althaeina
  - Cercospora apii
  - Cercospora apiicola
  - Cercospora arecacearum
  - Cercospora ariminensis
  - Cercospora armoraciae
  - Cercospora asparagi
  - Cercospora balsaminiana
  - Cercospora berteroae
  - Cercospora beticola
    - non-classé Cercospora beticola 303B

  - Cercospora bidentis
  - Cercospora bizzozeriana
  - Cercospora broussonetiae
  - Cercospora campi-silii
  - Cercospora canescens
    - non-classé Cercospora canescens BHU

  - Cercospora capsici
  - Cercospora capsicigena
  - Cercospora caricis
  - Cercospora carotae
  - Cercospora celosiae
  - Cercospora chenopodii
  - Cercospora chinensis
  - Cercospora christellae
  - Cercospora chrysanthemoides
  - Cercospora citrullina
  - Cercospora coniogrammes
  - Cercospora corchori
  - Cercospora cryptomeriicola
  - Cercospora delaireae
  - Cercospora dioscoreae-pyrifoliae
  - Cercospora dispori
  - Cercospora eremochloae
  - Cercospora erysimi
  - Cercospora eucommiae
  - Cercospora euphorbiae-sieboldianae
  - Cercospora fagopyri
  - Cercospora fukushiana
  - Cercospora gossypii
  - Cercospora guatemalensis
  - Cercospora hayi
  - Cercospora hydrangeae
  - Cercospora ipomoeae
  - Cercospora ipomoeae-pedis-caprae
  - Cercospora kalmiae
  - Cercospora kikuchii
  - Cercospora lactucae-sativae
  - Cercospora longissima
  - Cercospora malvacearum
  - Cercospora meliicola
  - Cercospora mercurialis
  - Cercospora mikaniae
  - Cercospora modiolae
  - Cercospora nasturtii
  - Cercospora nicotianae
  - Cercospora olivascens
  - Cercospora penzigii
  - Cercospora physalidis
  - Cercospora piaropi
  - Cercospora pileicola
  - Cercospora poae
  - Cercospora polygonacea
  - Cercospora populicola
  - Cercospora punctiformis
  - Cercospora ricinella
  - Cercospora rodmanii
  - Cercospora rumicis
  - Cercospora seminalis
  - Cercospora senecionis-walkeri
  - Cercospora sesami
  - Cercospora sidicola
  - Cercospora sojina
    - non-classé Cercospora sojina S9
    - non-classé Cercospora sojina TN72-1

  - Cercospora sophorae
  - Cercospora tagetea
  - Cercospora tezpurensis
  - Cercospora vignicola
  - Cercospora vignigena
  - Cercospora violae
  - Cercospora viticola
  - Cercospora zeae-maydis
    - non-classé Cercospora zeae-maydis SCOH1-5

  - Cercospora zebrina
  - Cercospora zeina
  - Cercospora zinniae
  - Cercospora zonata
- genre Cercosporella
  - Cercosporella acroptili
  - Cercosporella centaureicola
  - Cercosporella pfaffiae
  - Cercosporella virgaureae
- genre Cercostigmina
  - Cercostigmina protearum
  - Cercostigmina punctata
- genre Cibiessia
  - Cibiessia dimorphospora
  - Cibiessia minutispora
- genre Colletogloeopsis
  - Colletogloeopsis dimorpha
- genre Colletogloeum
- genre Cryptococcus
- genre Cymadothea
  - Cymadothea trifolii
- genre Cytostagonospora
  - Cytostagonospora martiniana
- genre Dothistroma
  - Dothistroma pini
    - non-classé Dothistroma pini CBS 116487
- genre Eruptio
  - Eruptio acicola
- genre Geastrumia
  - Geastrumia polystigmatis
- genre Lecanosticta
  - Lecanosticta acicola
    - non-classé Lecanosticta acicola CBS 871.95

  - Lecanosticta brevispora
  - Lecanosticta guatemalensis
  - Lecanosticta longispora
  - Lecanosticta pini
- genre Microcyclosporella
  - Microcyclosporella mali
- genre Miuraea
  - Miuraea persicae
- genre Mycocentrospora
  - Mycocentrospora acerina
  - Mycocentrospora cantuariensis
- genre Mycosphaerella
  - Mycosphaerella aleuritidis
  - Mycosphaerella ambiphylla
  - Mycosphaerella angustifoliorum
  - Mycosphaerella arachidis
  - Mycosphaerella arbuticola
  - Mycosphaerella areola
  - Mycosphaerella associata
  - Mycosphaerella asteroma
  - Mycosphaerella aurantia
  - Mycosphaerella berkeleyi
  - Mycosphaerella bixae
  - Mycosphaerella brassicicola
  - Mycosphaerella buckinghamiae
  - Mycosphaerella cannabis
  - Mycosphaerella cerastiicola
  - Mycosphaerella coacervata
  - Mycosphaerella coffeicola
  - Mycosphaerella cryptica
  - Mycosphaerella delegatensis
  - Mycosphaerella elaeocarpi
  - Mycosphaerella ellipsoidea
  - Mycosphaerella elongata
  - Mycosphaerella endophytica
  - Mycosphaerella etlingerae
  - Mycosphaerella eucalyptorum
  - Mycosphaerella eumusae
  - Mycosphaerella eurypotami
  - Mycosphaerella excentrica
  - Mycosphaerella fimbriata
  - Mycosphaerella flageoletiana
  - Mycosphaerella flexuosa
  - Mycosphaerella fori
  - Mycosphaerella fragariae
  - Mycosphaerella gracilis
  - Mycosphaerella grandis
  - Mycosphaerella gregaria
  - Mycosphaerella handelii
  - Mycosphaerella harthensis
  - Mycosphaerella hedericola
  - Mycosphaerella hyperici
  - Mycosphaerella intermedia
  - Mycosphaerella iridis
  - Mycosphaerella irregulari
  - Mycosphaerella jonkershoekensis
  - Mycosphaerella keniensis
  - Mycosphaerella laricina
    - non-classé Mycosphaerella laricina CBS 326.52

  - Mycosphaerella laricis-leptolepidis
  - Mycosphaerella latebrosa
  - Mycosphaerella linicola
  - Mycosphaerella linorum
  - Mycosphaerella lupini
  - Mycosphaerella madeirae
  - Mycosphaerella marasasii
  - Mycosphaerella marksii
  - Mycosphaerella medusae
  - Mycosphaerella microsora
  - Mycosphaerella milleri
  - Mycosphaerella mori
  - Mycosphaerella mozambica
  - Mycosphaerella musae
  - Mycosphaerella mycopappi
  - Mycosphaerella nawae
  - Mycosphaerella nootherensis
  - Mycosphaerella nyssicola
  - Mycosphaerella obscuris
  - Mycosphaerella phacae-frigidae
  - Mycosphaerella pini
    - non-classé Dothistroma septosporum NZE10

  - Mycosphaerella pneumatophorae
  - Mycosphaerella podagrariae
  - Mycosphaerella polygoni-cuspidati
  - Mycosphaerella pomi
  - Mycosphaerella populi
    - non-classé Mycosphaerella populi pn0402

  - Mycosphaerella pseudoellipsoidea
  - Mycosphaerella pseudomarksii
  - Mycosphaerella pseudovespa
  - Mycosphaerella punctata
  - Mycosphaerella pyri
  - Mycosphaerella quasiparkii
  - Mycosphaerella recutita
  - Mycosphaerella ribis
  - Mycosphaerella rosigena
  - Mycosphaerella rubella
  - Mycosphaerella scytalidii
  - Mycosphaerella shimabarensis
  - Mycosphaerella sojae
  - Mycosphaerella sphaerulinae
  - Mycosphaerella stramenti
  - Mycosphaerella stromatosa
  - Mycosphaerella sumatrensis
  - Mycosphaerella suttoniae
  - Mycosphaerella swartii
  - Mycosphaerella tumulosa
  - Mycosphaerella valgourgensis
  - Mycosphaerella verrucosiafricana
  - Mycosphaerella vespa
  - Mycosphaerella vietnamensis
  - Mycosphaerella wachendorfiae
  - Mycosphaerella waimeana
  - Mycosphaerella walkeri
  - Mycosphaerella yunnanensis
- genre Mycovellosiella
  - Mycovellosiella dulcamarae
  - Mycovellosiella ferruginea
  - Mycovellosiella passalorioides
  - Mycovellosiella phaseoli
- genre Neodeightoniella
  - Neodeightoniella phragmiticola
- genre Neomycosphaerella
  - Neomycosphaerella pseudopentameridis
- genre Neopseudocercospora
  - Neopseudocercospora terminaliae
- genre Neoseptoria
  - Neoseptoria caricis
- genre Pallidocercospora
  - Pallidocercospora acaciigena
  - Pallidocercospora crystallina
  - Pallidocercospora heimii
  - Pallidocercospora heimioides
  - Pallidocercospora holualoana
  - Pallidocercospora irregulariramosa
  - Pallidocercospora konae
  - Pallidocercospora ventilago
- genre Pantospora
  - Pantospora guazumae
- genre Paracercospora
  - Paracercospora egenula
- genre Paramycosphaerella
  - Paramycosphaerella brachystegia
- genre Parapenidiella
  - Parapenidiella tasmaniensis
- genre Parastenella
  - Parastenella gupoyu
- genre Passalora
  - Passalora ageratinae
  - Passalora ampelopsidis
  - Passalora arachidicola
  - Passalora arctostaphyli
  - Passalora armatae
  - Passalora bellynckii
  - Passalora bougainvilleae
  - Passalora brachycarpa
  - Passalora californica
  - Passalora daleae
  - Passalora depressa
  - Passalora dioscoreae
  - Passalora dissiliens
  - Passalora dodonaea
  - Passalora dubia
  - Passalora eucalypti
  - Passalora fulva
    - non-classé Passalora fulva CBS 131901

  - Passalora fusimaculans
  - Passalora graminis
  - Passalora haldinae
  - Passalora helicteris-viscidae
  - Passalora henningsii
  - Passalora intermedia
  - Passalora janseana
  - Passalora leptophlebiae
  - Passalora lobeliae-fistulosae
  - Passalora loranthi
  - Passalora miurae
  - Passalora nattrassii
  - Passalora perplexa
  - Passalora pseudotithoniae
  - Passalora robiniae
  - Passalora sequoiae
  - Passalora stromatica
  - Passalora tithoniae
  - Passalora vaginae
  - Passalora zambiae
  - cf. Passalora sp. CPC 11876
- genre Periconiella
  - Periconiella arcuata
  - Periconiella levispora
  - Periconiella loxsomatis
  - Periconiella lygodii
  - Periconiella machilicola
  - Periconiella perseae-macranthae
  - Periconiella velutina
- genre Phaeocercospora
  - Phaeocercospora colophospermi
- genre Phaeophleospora
  - Phaeophleospora atkinsonii
  - Phaeophleospora concentrica
  - Phaeophleospora epicoccoides
  - Phaeophleospora eugeniae
  - Phaeophleospora eugeniicola
  - Phaeophleospora stonei
- genre Phaeothecoidea
  - Phaeothecoidea eucalypti
  - Phaeothecoidea intermedia
  - Phaeothecoidea melaleuca
  - Phaeothecoidea minutispora
  - Phaeothecoidea proteae
- genre Phloeospora
  - Phloeospora maculans
  - Phloeospora mimosae-pigrae
  - Phloeospora spiraeicola
  - Phloeospora ulmi
- genre Polyphialoseptoria
  - Polyphialoseptoria tabebuiae-serratifolia
  - Polyphialoseptoria terminaliae
- genre Pseudocercospora
  - Pseudocercospora abelmoschi
  - Pseudocercospora acericola
  - Pseudocercospora adansoniae
  - Pseudocercospora adumcum
  - Pseudocercospora ampelopsis
  - Pseudocercospora angolensis
  - Pseudocercospora araliae
  - Pseudocercospora arecacearum
  - Pseudocercospora assamensis
  - Pseudocercospora atromarginalis
  - Pseudocercospora avicenniae
  - Pseudocercospora balsaminae
  - Pseudocercospora basiramifera
  - Pseudocercospora basitruncata
  - Pseudocercospora bischofiae
  - Pseudocercospora bixae
  - Pseudocercospora buteae
  - Pseudocercospora callicarpae
  - Pseudocercospora carbonacea
  - Pseudocercospora casuarinae
  - Pseudocercospora catalpigena
  - Pseudocercospora catappae
  - Pseudocercospora cercidicola
  - Pseudocercospora cercidis-chinensis
  - Pseudocercospora chengtuensis
  - Pseudocercospora chiangmaiensis
  - Pseudocercospora chionanthi-retusi
  - Pseudocercospora christellae
  - Pseudocercospora chrysanthemicola
  - Pseudocercospora circumscissa
  - Pseudocercospora cladosporioides
  - Pseudocercospora cladrastidis
  - Pseudocercospora clematidis
  - Pseudocercospora colombiensis
  - Pseudocercospora contraria
  - Pseudocercospora coprosmae
  - Pseudocercospora cordiana
  - Pseudocercospora coriariae
  - Pseudocercospora cornicola
  - Pseudocercospora corylopsidis
  - Pseudocercospora cotoneastri
  - Pseudocercospora crispans
  - Pseudocercospora crocea
  - Pseudocercospora crousii
  - Pseudocercospora cruenta
  - Pseudocercospora cyathicola
  - Pseudocercospora cybistacis
  - Pseudocercospora cydoniae
  - Pseudocercospora cymbidiicola
  - Pseudocercospora davidiicola
  - Pseudocercospora dendrobii
  - Pseudocercospora destructiva
  - Pseudocercospora dianellae
  - Pseudocercospora dodonaeae
  - Pseudocercospora dovyalidis
  - Pseudocercospora duabangae
  - Pseudocercospora elaeocarpi
  - Pseudocercospora elaeodendri
  - Pseudocercospora epispermogonia
  - Pseudocercospora eriobotryae
  - Pseudocercospora eriodendri
  - Pseudocercospora eucalyptorum
  - Pseudocercospora eupatoriella
  - Pseudocercospora eupatorii-formosanae
  - Pseudocercospora eustomatis
  - Pseudocercospora exosporioides
  - Pseudocercospora fatouae
  - Pseudocercospora fici
  - Pseudocercospora fijiensis
    - non-classé Pseudocercospora fijiensis CIRAD86

  - Pseudocercospora flavomarginata
  - Pseudocercospora fori
  - Pseudocercospora fukuokaensis
  - Pseudocercospora fuligena
  - Pseudocercospora ginkgoana
  - Pseudocercospora glauca
  - Pseudocercospora gmelinae
  - Pseudocercospora gracilis
  - Pseudocercospora griseola
    - forme Pseudocercospora griseola f. griseola
    - forme Pseudocercospora griseola f. mesoamericana

  - Pseudocercospora guianensis
  - Pseudocercospora haiweiensis
  - Pseudocercospora hakeae
  - Pseudocercospora handelii
  - Pseudocercospora hibbertiae-asperae
  - Pseudocercospora holarrhenae
  - Pseudocercospora humuli
  - Pseudocercospora humuli-japonici
  - Pseudocercospora humulicola
  - Pseudocercospora indonesiana
  - Pseudocercospora ixorae
  - Pseudocercospora jahnii
  - Pseudocercospora jussiaeae
  - Pseudocercospora kaki
  - Pseudocercospora kamalii
  - Pseudocercospora kiggelariae
  - Pseudocercospora latens
  - Pseudocercospora leucadendri
  - Pseudocercospora libertiae
  - Pseudocercospora lilacis
  - Pseudocercospora longispora
  - Pseudocercospora lonicericola
  - Pseudocercospora lonicerigena
  - Pseudocercospora luzardii
  - Pseudocercospora lyoniae
  - Pseudocercospora lythracearum
  - Pseudocercospora lythri
  - Pseudocercospora macadamiae
  - Pseudocercospora macarangae
  - Pseudocercospora macrospora
  - Pseudocercospora madagascariensis
  - Pseudocercospora mali
  - Pseudocercospora malloticola
  - Pseudocercospora mangifericola
  - Pseudocercospora marginalis
  - Pseudocercospora melicyti
  - Pseudocercospora metrosideri
  - Pseudocercospora mombin
  - Pseudocercospora mori
  - Pseudocercospora musae
  - Pseudocercospora myrticola
  - Pseudocercospora nandinae
  - Pseudocercospora natalensis
  - Pseudocercospora nephrolepidicola
  - Pseudocercospora nephrolepidis
  - Pseudocercospora nogalesii
  - Pseudocercospora norchiensis
  - Pseudocercospora ocimi-basilici
  - Pseudocercospora ocimicola
  - Pseudocercospora oenotherae
  - Pseudocercospora opuntiae
  - Pseudocercospora paederiae
  - Pseudocercospora palleobrunnea
  - Pseudocercospora pallida
  - Pseudocercospora pancratii
  - Pseudocercospora paraguayensis
  - Pseudocercospora pini-densiflorae
    - non-classé Pseudocercospora pini-densiflorae CBS 125139

  - Pseudocercospora platani
  - Pseudocercospora platylobii
  - Pseudocercospora plectranthi
  - Pseudocercospora polygonicola
  - Pseudocercospora pouzolziae
  - Pseudocercospora profusa
  - Pseudocercospora proteae
  - Pseudocercospora protearum
    - variété Pseudocercospora protearum var. leucadendri

  - Pseudocercospora pruni-persicicola
  - Pseudocercospora pruni-yedoensis
  - Pseudocercospora prunicola
  - Pseudocercospora pseudostigmina-platani
  - Pseudocercospora puderi
  - Pseudocercospora puerariicola
  - Pseudocercospora punctata
  - Pseudocercospora punicae
  - Pseudocercospora purpurea
  - Pseudocercospora pyracanthae
  - Pseudocercospora pyracanthigena
  - Pseudocercospora ranjita
  - Pseudocercospora ravenalicola
  - Pseudocercospora rhabdothamni
  - Pseudocercospora rhamnellae
  - Pseudocercospora rhapisicola
  - Pseudocercospora rhododendri-indici
  - Pseudocercospora rhoina
  - Pseudocercospora robusta
  - Pseudocercospora rubi
  - Pseudocercospora rumohrae
  - Pseudocercospora salicina
  - Pseudocercospora sambucigena
  - Pseudocercospora saniculae-europaeae
  - Pseudocercospora sawadae
  - Pseudocercospora schizolobii
  - Pseudocercospora securinegae
  - Pseudocercospora snelliana
  - Pseudocercospora sordida
  - Pseudocercospora sphaerellae-eugeniae
  - Pseudocercospora sphaerulinae
  - Pseudocercospora stahlii
  - Pseudocercospora stephanandrae
  - Pseudocercospora subsessilis
  - Pseudocercospora subsynnematosa
  - Pseudocercospora subtorulosa
  - Pseudocercospora subulata
  - Pseudocercospora syzygiicola
  - Pseudocercospora tabernaemontanae
  - Pseudocercospora tereticornis
  - Pseudocercospora tetramelis
  - Pseudocercospora thailandica
  - Pseudocercospora theae
  - Pseudocercospora tibouchinae
  - Pseudocercospora tibouchinicola
  - Pseudocercospora tibouchinigena
  - Pseudocercospora timorensis
  - Pseudocercospora udagawana
  - Pseudocercospora variicolor
  - Pseudocercospora viburnigena
  - Pseudocercospora viticicola
  - Pseudocercospora vitis
  - Pseudocercospora weigelae
  - Pseudocercospora xanthocercidis
  - Pseudocercospora xanthoxyli
  - Pseudocercospora zelkovae
  - cf. Pseudocercospora sp. CPC 10712
- genre Pseudocercosporella
  - Pseudocercospora fraxinites
  - Pseudocercosporella arcuata
  - Pseudocercosporella bakeri
  - Pseudocercosporella capsellae
  - Pseudocercosporella chaenomelis
  - Pseudocercosporella fraxini
  - Pseudocercosporella koreana
  - Pseudocercosporella magnusiana
  - Pseudocercosporella oxalidis
  - Pseudocercosporella pastinacae
- genre Ramularia
  - Ramularia aplospora
  - Ramularia beticola
  - Ramularia carthami
  - Ramularia coccinea
  - Ramularia coleosporii
  - Ramularia collo-cygni
  - Ramularia crupinae
  - Ramularia cynarae
  - Ramularia didyma
  - Ramularia endophylla
    - non-classé Ramularia endophylla CBS 113265

  - Ramularia eucalypti
  - Ramularia glechomatis
  - Ramularia grevilleana
  - Ramularia lactea
  - Ramularia lamii
    - variété Ramularia lamii var. lamii

  - Ramularia miae
  - Ramularia nagornyi
  - Ramularia pratensis
    - variété Ramularia pratensis var. pratensis

  - Ramularia proteae
  - Ramularia pusilla
  - Ramularia rubella
  - Ramularia rumicis-crispi
  - Ramularia sphaeroidea
  - Ramularia stellenboschensis
  - Ramularia uredinicola
  - Ramularia vallisumbrosae
  - Ramularia vizellae
  - cf. Ramularia sp. CPC 10852
- genre Ramulispora
  - Ramulispora sorghi
    - forme Ramulispora sorghi f. maydis
- genre Readeriella
  - Readeriella angustia
  - Readeriella brunneotingens
  - Readeriella callista
  - Readeriella considenianae
  - Readeriella dendritica
  - Readeriella dimorphospora
  - Readeriella eucalypti
  - Readeriella eucalyptigena
  - Readeriella guyanensis
  - Readeriella menaiensis
  - Readeriella mirabilis
  - Readeriella nontingens
  - Readeriella novaezelandiae
  - Readeriella patrickii
  - Readeriella pseudocallista
  - Readeriella tasmanica
- genre Rosenscheldiella
  - Rosenscheldiella brachyglottidis
  - Rosenscheldiella korthalsellae
- genre Ruptoseptoria
  - Ruptoseptoria unedonis
- genre Scirrhia
  - Scirrhia annulata
  - Scirrhia aspidiorum
  - Scirrhia brasiliensis
- genre Septoria
  - Septoria abei
  - Septoria aceris
  - Septoria aciculosa
  - Septoria aegopodina
  - Septoria agrimoniicola
  - Septoria albopunctata
  - Septoria allii
  - Septoria alnifolia
  - Septoria alnii
  - Septoria anthrisci
  - Septoria anthurii
  - Septoria apiicola
  - Septoria artemisiae
  - Septoria arundinacea
  - Septoria astericola
  - Septoria astralagi
  - Septoria atropurpurea
  - Septoria bothriospermi
  - Septoria bupleuri
  - Septoria bupleuricola
  - Septoria calendulae
  - Septoria callistephi
  - Septoria campanulae
  - Septoria canadensis
  - Septoria cerastii
  - Septoria chamaecisti
  - Septoria chamaecysti
  - Septoria chelidonii
  - Septoria chromolaenae
  - Septoria chrysanthemella
  - Septoria cirsii
  - Septoria citri
  - Septoria citricola
  - Septoria clematidis
  - Septoria codonopsidis
  - Septoria convolvuli
  - Septoria crepidis
  - Septoria cretae
  - Septoria cruciatae
  - Septoria cucubali
  - Septoria cucurbitacearum
  - Septoria cytisi
  - Septoria dearnessii
  - Septoria digitalis
  - Septoria dolichospora
  - Septoria dysentericae
  - Septoria ekmaniana
  - Septoria epambrosiae
  - Septoria epilobii
  - Septoria erigerontis
  - Septoria escalloniae
  - Septoria eucalyptorum
  - Septoria exotica
  - Septoria floridae
  - Septoria galeopsidis
  - Septoria gei
  - Septoria gentianae
  - Septoria gerberae
  - Septoria gladioli
  - Septoria glycines
  - Septoria glycinicola
  - Septoria halophila
  - Septoria helianthi
  - Septoria helianthicola
  - Septoria hibiscicola
  - Septoria hippocastani
  - Septoria hyperici
  - Septoria justiciae
  - Septoria lactucae
  - Septoria lamii
  - Septoria lamiicola
  - Septoria lavandulae
  - Septoria lepidii
  - Septoria lepidiicola
  - Septoria leptostachya
  - Septoria leucanthemi
  - Septoria limonum
  - Septoria lycoctoni
  - Septoria lycopersici
    - variété Septoria lycopersici var. lycopersici

  - Septoria lycopicola
  - Septoria lysimachiae
  - Septoria macropoda
  - Septoria malagutii
  - Septoria matricariae
  - Septoria mazi
  - Septoria melissae
  - Septoria menthae
  - Septoria microspora
  - Septoria napelli
  - Septoria obesa
  - Septoria oenanthicola
  - Septoria oenanthis
  - Septoria orchidearum
  - Septoria ostryae
  - Septoria oudemansii
  - Septoria pachyspora
  - Septoria paridis
  - Septoria passiflorae
  - Septoria passifloricola
  - Septoria perillae
  - Septoria petroselini
  - Septoria phalaridis
  - Septoria phlogis
  - Septoria polygonorum
  - Septoria posoniensis
  - Septoria protearum
  - Septoria provencialis
  - Septoria pseudonapelli
  - Septoria putrida
  - Septoria rosae
  - Septoria rubi
  - Septoria rudbeckiae
  - Septoria rumicum
  - Septoria saccardoi
  - Septoria sambucina
  - Septoria saposhnikoviae
  - Septoria scabiosicola
  - Septoria schnabliana
  - Septoria senecionis
  - Septoria sigesbeckiae
  - Septoria sii
  - Septoria sisyrinchii
  - Septoria socia
  - Septoria sonchi
  - Septoria spergulae
  - Septoria stachydicola
  - Septoria stachydis
  - Septoria stellariae
  - Septoria steviae
  - Septoria tanaceti
  - Septoria taraxaci
  - Septoria tatarica
  - Septoria tinctoriae
  - Septoria tormentillae
  - Septoria urticae
  - Septoria verbascicola
  - Septoria verbenae
  - Septoria villarsiae
  - Septoria violae-palustris
  - Septoria violae-patrinii
  - cf. Septoria sp. CBS 102377
  - cf. Septoria sp. CBS 134910
  - cf. Septoria sp. CBS 387.64
  - cf. Septoria sp. CPC 19294
  - cf. Septoria sp. CPC 19311
  - cf. Septoria sp. CPC 22154
- genre Sphaerulina
  - Sphaerulina abeliceae
  - Sphaerulina amelanchier
  - Sphaerulina azaleae
  - Sphaerulina berberidis
  - Sphaerulina betulae
  - Sphaerulina cercidis
  - Sphaerulina menispermi
  - Sphaerulina musae
  - Sphaerulina musiva
    - non-classé Sphaerulina musiva SO2202

  - Sphaerulina myriadea
  - Sphaerulina oxyacanthae
  - Sphaerulina patrinia
  - Sphaerulina polyspora
  - Sphaerulina populi
  - Sphaerulina populicola
    - non-classé Sphaerulina populicola P02.02b

  - Sphaerulina pseudovirgaureae
  - Sphaerulina quercicola
  - Sphaerulina rhabdoclinis
  - Sphaerulina rhododendricola
  - Sphaerulina viciae
- genre Staninwardia
  - Staninwardia suttonii
- genre Stenella
  - Stenella araguata
  - Stenella lythri
  - Stenella musae
  - Stenella musicola
  - Stenella queenslandica
- genre Sthughesia
  - Sthughesia juniperi
- genre Stromatoseptoria
  - Stromatoseptoria castaneicola
- genre Trimmatostroma
  - Trimmatostroma abietina
  - Trimmatostroma betulinum
  - Trimmatostroma cordae
  - Trimmatostroma salicis
  - Trimmatostroma salinum
- genre Trochophora
  - Trochophora fasciculata
  - Trochophora simplex
- genre Verrucisporota
  - Verrucisporota daviesiae
  - Verrucisporota grevilleae
  - Verrucisporota proteacearum
- genre Wernerella
- genre Xenomeris
  - Xenomeris raetica
- genre Xenosonderhenia
  - Xenosonderhenia syzygii
- genre Xenostigmina
  - Xenostigmina zilleri
- genre Zasmidium
  - Zasmidium aerohyalinosporum
  - Zasmidium angulare
  - Zasmidium anthuriicola
  - Zasmidium aporosae
  - Zasmidium cellare
    - non-classé Zasmidium cellare ATCC 36951

  - Zasmidium citri
  - Zasmidium dalbergiae
  - Zasmidium eucalypti
  - Zasmidium lonicericola
  - Zasmidium macluricola
  - Zasmidium nabiacense
  - Zasmidium nocoxi
  - Zasmidium parkii
  - Zasmidium pseudoparkii
  - Zasmidium scaevolicola
  - Zasmidium suregadae
  - Zasmidium syzygii
  - Zasmidium xenoparkii
- genre Zygophiala
  - Zygophiala cryptogama
  - Zygophiala cylindrica
  - Zygophiala wisconsinensis
- genre Zymoseptoria
  - Zymoseptoria ardabiliae
    - non-classé Zymoseptoria ardabiliae STIR04_1.1.1
    - non-classé Zymoseptoria ardabiliae STIR04_1.1.2
    - non-classé Zymoseptoria ardabiliae STIR04_3.13.1
    - non-classé Zymoseptoria ardabiliae STIR04_3.3.2

  - Zymoseptoria brevis
  - Zymoseptoria halophila
  - Zymoseptoria passerinii
    - non-classé Zymoseptoria passerinii SP63

  - Zymoseptoria pseudotritici
    - non-classé Zymoseptoria pseudotritici ST04IR_3.11.1
    - non-classé Zymoseptoria pseudotritici STIR04_2.2.1
    - non-classé Zymoseptoria pseudotritici STIR04_3.11.1
    - non-classé Zymoseptoria pseudotritici STIR04_4.3.1
    - non-classé Zymoseptoria pseudotritici STIR04_5.3
    - non-classé Zymoseptoria pseudotritici STIR04_5.9.1

  - Zymoseptoria tritici
    - non-classé Zymoseptoria tritici IPO323
    - non-classé Zymoseptoria tritici STIR04 A48b
    - non-classé Zymoseptoria tritici STIR04_A26b

  - Zymoseptoria verkleyi